# Santana dos Montes
Santana dos Montes est une municipalité brésilienne de l'État du Minas Gerais et la microrégion de Conselheiro Lafaiete.